# Roger Garrison
Roger Garrison (...) è un economista statunitense, esponente della scuola austriaca, nonché docente di economia alla Auburn University di Auburn.
Garrison ottenne la laurea in Elettrotecnica nel 1967 all Missouri University of Science and Technology. Successivamente ottenne il master in economia alla University of Missouri (1974) e infine, nel 1981, ottenne il Ph.D. all'Università della Virginia. La sua pubblicazione più famosa si intitola Time and Money ed è una profonda e accurata critica alle teorie keynesiane.
Roger Garrison tiene conferenze in molte parti del mondo, tra le quali la London School of Economics and Political Science.